# Larry Brent
Larry Brent ist eine Romanfigur aus den gleichnamigen Heftromanen des Zauberkreis Verlags. Zurzeit werden die Romane vom Blitz Verlag erneut herausgebracht. Autor der Geschichten war Jürgen Grasmück alias Dan Shocker. Es wurden seit 1968 insgesamt 213 Romane von Dan Shocker verfasst, seit der Neuauflage im Blitz Verlag gibt es auch wieder neue Geschichten. Diese stammen jedoch von anderen Autoren. Damit ist Larry Brent der älteste Gruselheftroman-Held in Deutschland und hat das Genre begründet.
In den 1980er-Jahren wurden einige Geschichten auch als Hörspielserie von EUROPA umgesetzt. Die Hörspiele wurden 2000 in einer Neuauflage herausgebracht und die Serie wurde darauf mit vier neuen Folgen fortgesetzt. Mit 14 Jahren verfilmte Christoph Schlingensief 1974 den Roman Das Totenhaus der Lady Florence als Amateurfilm. Dieser wurde u. a. durch eine Ausstrahlung im WDR und 1991 auf dem Internationalen Kurzfilmfestival Berlin der Interfilm Berlin veröffentlicht.

## Zur Person
Larry Brent alias X-RAY-3 ist der beste Spezialagent der Psychoanalytischen Spezialabteilung (PSA). Die PSA ist eine internationale Organisation zur Verbrechensbekämpfung übernatürlicher und ungewöhnlicher Fälle. Die PSA rekrutiert ihre Mitglieder dabei aus Angehörigen der Geheimdienste aller Länder. Geleitet wird sie von David Gallun alias X-RAY-1, der seinen Agenten nur als Stimme bekannt ist und dessen Identität geheim bleibt. Die Zentrale der PSA liegt in einem unterirdischen Komplex unter dem Lokal Tavern on the Green im New Yorker Central Park und verfügt neben Büros für die einzelnen Agenten und Computerräumen für die leistungsstarken Analysecomputer („Big Wilma“ & „The Clever Sofie“) der PSA auch über geheime Ein- und Ausgänge.
Brent, der einen Lotus Europa fährt, benutzt einen Smith & Wesson-Laser in Form einer herkömmlichen Pistole und ist wie die anderen männlichen Agenten der PSA mit einem PSA-Ring, der zur Kommunikation mit der Zentrale benutzt wird und dieser auch Informationen über die Körpertemperatur der Agenten liefert, ausgestattet. In den ersten Romanen war der Ring nur eine Sendeanlage, erst ab Larry Brent Nr. 11 Sanatorium der Toten begannen die Tests mit neuen Ringen, die auch eine Empfangsanlage beinhalteten.
In seinen Abenteuern rettet Larry Brent mehr als einmal die Menschheit vor skrupellosen Wissenschaftlern, Verbrechern und Gestalten aus der Dämonenwelt. Dabei stehen ihm noch weitere männliche und weibliche Agenten der PSA zur Seite. Unter anderem sein bester Kumpel und sogenannter Towaritsch (russ. Genosse) Ivan Kunaritschew (X-RAY-7) und die Schwedenfee Morna Ulbrandson (X-GIRL-C).
Erzfeind der PSA ist Dr. Satanas, ein wahnsinniger Wissenschaftler, der auch mit den finsteren Mächten zusammenarbeitet. Sein Debüt hatte er in dem Roman Die Wahnsinnsbrut des Dr. Satanas; er starb in dem Roman Larry Brents Totentanz. Allerdings hat Satanas einen Sohn und noch weitere Verbündete, die den PSA-Agenten das Leben schwer machen.

## Romane
Mit Band 747 Das Grauen schleicht durch Bonnards Haus der Reihe Silber-Krimi des Zauberkreis Verlags erschien 1968 der erste Larry Brent-Roman. Mit dem Untertitel „Grusel-Krimi Nummer eins – Ein Roman für starke Nerven“ dieses Bandes wurde von Dan Shocker der bis heute in Deutschland als Romanhefte erfolgreiche Mix aus Krimi-Thriller und Horror begründet. Der Erfolg der einzelnen Romane führte zu der Reihe Silber Grusel-Krimi, die neben Larry Brent-Romanen auch Geschichten von anderen Autoren enthielt. Zunächst erschien der Silber Grusel-Krimi als Sub-Serie alle vier Wochen innerhalb des Silber-Krimi. Anfang der 1970er-Jahre wurde der Silber Grusel-Krimi als eigenständige Reihe alle zwei Wochen veröffentlicht.
1981 wurde schließlich eine eigene Heftreihe unter dem Titel Larry Brent gestartet. Neben Nachdrucken von bereits in den anderen Reihen erschienenen Romanen wurden immer wieder auch neue Romane abgedruckt. In der doppelseitigen Grusel-Truhe beantwortete Dan Shocker Leserbriefe, veröffentlichte Neuigkeiten zu den Romanen und Hörspielen und druckte auch Fan-Kunst wie z. B. Comicstrips ab. Bis zu ihrer Einstellung 1986 erschienen in der Reihe 192 Larry-Brent-Abenteuer. Im letzten Band (Striptease einer Zombie-Hexe) wurde Ausgabe 193 (Draculas Vampirfalle) zwar noch angekündigt, doch diese erschien dann nicht mehr.
1994 und 1995 kamen acht weitere Larry-Brent-Romane auf den Markt. Vier wurden als Romanhefte in der Reihe Dan Shocker veröffentlicht, allerdings wurden diese nur noch nach Exposés von Grasmück von anderen Autoren verfasst. Vier weitere Romane erschienen als Buch mit dem Titel Draculas Vampir-Falle. Allerdings waren diese Romane nur Nachdrucke aus dem Silber Grusel-Krimi.
Ab 1998 erschienen im Blitz Verlag jeweils vier Neuauflagen von Larry Brent-Romanen in einem Paperback. Unter dem Titel Larry Brent. Die geheimen X-Akten der PSA erschienen zeitgleich neue Romane im Blitz Verlag, die allerdings nicht von Dan Shocker geschrieben wurden.
Zwischen 2004 und 2015 erschien eine Neuauflage der Romane auch in Form von E-Books bei story2go.

## Hörspiele
Der Verlag EUROPA setzte einige der Romane als Hörspiele um. Die Bearbeitung stammte von Charly Graul (hinter diesem Pseudonym verbargen sich die Schauspieler Douglas Welbat, Katja Brügger und Bertram von Boxberg). Die Folgen 1 bis 15 wurden zwischen 1983 und 1986 produziert und herausgebracht, 2003 folgten vier weitere Hörspiele. Das Manuskript zur letzten Folge (Nr. 19) wurde von EUROPA-Mitarbeiter André Minninger verfasst.
Nach der Indizierung der Folge Die Schlangenköpfe des Dr. Gorgo durch die Bundesprüfstelle für jugendgefährdende Medien wurde die Serie 1986 eingestellt. Ab 2000 brachte EUROPA unter dem Titel Die Rückkehr der Klassiker die alten Hörspiele wieder auf den Markt. Dabei wurden einige Stellen durch Kürzung der Sprechertexte und Geräusche entschärft. Weiterhin mussten auf Grund eines Rechtsstreits mit dem Komponisten Carsten Bohn einige wenige Musikstücke der Originalaufnahmen durch andere ersetzt werden. Die Schlangenköpfe des Dr. Gorgo erschien 2004 in einer überarbeiteten und gekürzten Fassung bei BMG. Die Kürzung wurde wiederum durch einige komplette Soundtracks am Ende des Hörspiels ergänzt.
2003 erschien mit Orungu, Fratze aus dem Dschungel die erste der neu produzierten Folgen. Diese und die drei nachfolgenden Serienfolgen entstanden aus zum Teil nicht beendeten Drehbüchern aus den 1980er-Jahren. Bis auf den verstorbenen Günter König, dessen Rolle des Erzählers von Wolfgang Kaven übernommen wurde, waren die Rollen wieder mit den Originalsprechern aus den 1980er-Jahren besetzt. Die Reaktion der Fans war geteilt. Vermissten einige den Charme der ersten Hörspiele, so konnten sich andere für die neuen Folgen begeistern. Unterschiedliche Reaktionen gab es vor allem auch bei den einzelnen Serienfolgen der neuen Staffel. So wurde die Folge Das schwarze Palais von Wien fast ausschließlich für seine Umsetzung gelobt, wohingegen Schreckensparty bei Graf Dracula zumeist schlecht bewertet wurde.
Obwohl es sich um Hörspiele für Erwachsene handelte – die Tonträger wurden mit einem kleinen gelben Aufkleber mit der Aufschrift Hörspiele für Erwachsene versehen – waren die Kassetten in der Regel aber im Regal mit Kinderhörspielen platziert. Der Aufkleber hatte insofern eher eine verkaufsfördernde Wirkung bei der falschen Zielgruppe.
Für die Cover der Hörspiele wurden nicht die Originalcover der Romanhefte verwendet, sondern eigene angefertigt. Bei den Anhängern der Romanserie stieß das auf Kritik, inhaltlich wurde die Serie jedoch stets gelobt.
2012 wurde von der Russel & Brandon Company zunächst ein Hörspiel-Zweiteiler mit den Folgen Die Rückkehr und Zombies im Orient-Express, die auf dem Roman Nr. 110 Zombies im Orient-Express basieren, veröffentlicht. Seitdem sind bisher über 50 Folgen erschienen. Seit 2023 bringt das Label Holysoft die neuesten Folgen heraus.
Ebenfalls 2012 startete die Romantruhe eine neue Reihe mit Vertonungen, die aber nicht auf den Originalromanen, sondern neu geschriebenen Bücher aus dem Blitz-Verlag basieren. Die Reihe konnte aber die Originalsprecher der alten EUROPA-Hörspiele gewinnen. Seit Folge 6 im Jahr 2014 erscheint die Reihe beim Verlag WinterZeit als Larry Brent Classics.

### Sprecher
- Erzähler: Günter König (1983–1984), Wolfgang Kaven (2003–2004)
- Larry Brent: Rainer Schmitt
- Ivan Kunaritschew: Henry König
- Morna Ulbrandson: Heidi Schaffrath, Karen Schulz-Vobach (2012)
- David Gallun: Rüdiger Schulzki
- „Zeitansage“: Michael Harck

Daneben übernahmen auch bekannte Schauspieler und Hörspielsprecher – oft in mehreren Folgen – Gastrollen: Hans Clarin, Horst Frank, Günter Pfitzmann, Reinhilt Schneider, Gernot Endemann, Gottfried Kramer, Helmut Zierl, Edgar Bessen, Franz-Josef Steffens, Hans Paetsch, Horst Stark, Joachim Wolff und Thomas Fritsch.

### Folgenindex der Hörspiele
Bei EUROPA:

Erstveröffentlichungen 1983–1984:

1. Irrfahrt der Skelette
2. Marotsch, der Vampir-Killer
3. Die Angst erwacht im Todesschloß
4. Die Horror-Maschine
5. Chopper – Geisterstimme aus dem Jenseits
6. Im Kabinett des Grauens
7. Das Totenhaus der Lady Florence
8. Das Grauen von Blackwood Castle
9. Die Schlangenköpfe des Dr. Gorgo
10. Die Jenseitskutsche von Diablos
11. Sylphidas Rachegeister
12. Atomgespenster
13. Der Dämon mit den Totenaugen
14. Der Mönch mit der Teufelskralle
15. Dämonenbrut

Erstveröffentlichungen 2003–2004:

 16. Orungu, Fratze aus dem Dschungel

 17. Das schwarze Palais von Wien

 18. Schreckensparty bei Graf Dracula

 19. Killervirus aus der Hölle

Bei Russel & Brandon Company / Zauberstern, ab 2012,  ab 2023 bei Holysoft:

1. Die Rückkehr
2. Zombies im Orientexpress
3. Die Wahnsinnsbrut des Dr. Satanas
4. Party im Blutschloss
5. Küss niemals Choppers Geisterbraut
6. Der Sarg des Vampirs
7. Der Wolfsmensch im Blutrausch
8. Todesschreie aus dem Blutmoor
9. Der Gehenkte von Dartmoor
10. Mordaugen
11. Die Vampirklinik des Dr. Satanas
12. Draculas Liebesbiss
13. Draculas Höllenfahrt
14. Eiskalter Tod
15. Die Pest fraß alle
16. Gefangener des Unsichtbaren
17. Tod in der Gespenstervilla
18. Verfluchte aus dem Jenseits
19. Monsterburg Höllenstein
20. Das Beinhaus der Medusa
21. Die Blutsauger von Tahiti
22. Die Mörderpuppen der Madame Wong
23. Dr. Satanas – Herr der Skelette
24. Satans Mörderuhr
25. Geheimexperiment Todessporen
26. Dr. Satanas Killer-Computer
27. Das Grauen schleicht durch Bonnards Haus
28. Amöba saugt die Menschen aus
29. Schrei, wenn dich der Hexentöter würgt
30. Das Geheimnis der Knochengruft
31. Die Müllmonster
32. Der Fluch der blutenden Augen
33. Der Schlitzer aus dem Jenseits
34. Der Unheimliche aus dem Sarkophag
35. Die Schneehexe
36. Das Schloss der teuflischen Deborah
37. Schizophrenia - Nächte des Wahnsinns
38. Pakt mit Luzifer
39. Der Horror-Butler
40. Todesküsse vom Höllenfürst
41. Die Lady mit den toten Augen
42. Machetta - Sumpfhexe vom Mississippi
43. Die Angst erwacht im Todesschloss (Classic-Folge)
44. Medusas steinerne Mörder
45. Die Treppe ins Jenseits
46. Das Grauen von Blackwood Castle (Classic-Folge)
47. Atomgespenster (Classic-Folge)
48. Die Schlangenköpfe des Dr. Gorgo (Classic-Folge)
49. Die Werwölfe des Dr. Satanas
50. Die fliegenden Särge von San Francisco
51. Die Gehirne des Dr. Satanas
52. Zombie-Wahn
53. Die mordende Anakonda
54. Bei Nebel kommt der Schizo-Killer
55. Rätsel-Tempel des Dschinn
56. Der Dämon mit den Totenaugen
57. Der Würger aus dem See
58. Dr. Satanas, Totensauger
59. Zombies auf der Reeperbahn
60. Nosferata, die Blutlady des Dr. Satanas

### Hintergrund zur Indizierung der FolgeDie Schlangenköpfe des Dr. Gorgo
Dieses Larry-Brent-Hörspiel ist eines der wenigen Hörspiele, die jemals in Deutschland auf den Index gesetzt wurden.
Die Bundesprüfstelle für jugendgefährdende Medien lieferte 1986 für diesen Schritt folgende Begründung: „Die Tonkassette wirkt zweifelsfrei verrohend, weil sie bei dem Zuhörer Aggressionen aufbaut und ihn im Zustand angespannter, latenter Aggressivität hält. Dies erreicht die Tonkassette, indem sie den jeweiligen Zuhörer mit grausamen Gewaltakten konfrontiert. Verletzungshandlungen, die Auswirkungen von Verstümmelungen bzw. “Operationen” sowie das Leid der Angehörigen der Opfer werden detailliert inszeniert. Einem anderen Mädchen entnimmt Dr. Gorgo in einem Laboratorium das Gehirn. Er verpflanzt dieses in einen Collie. Freigelassen, führt dieses Tier Larry Brent zu dem Operationsraum. Hier rennt er immer wieder mit dem Kopf gegen die Wand; Blut und Eiter spritzen. Schließlich zerplatzt der Hundekopf.“
Diese Folge wurde nicht nur aufgrund von verherrlichter Gewalt oder zu grausamer Szenen indiziert. Zusätzlich ging es um das Zulassen von Selbstjustiz. In der Folge verpflanzt ein wahnsinniger Arzt Menschenköpfe auf Krakenkörper. In der Schlussszene erwürgt eins dieser Geschöpfe den Arzt im Beisein eines Inspektors von Scotland Yard. Dieser greift jedoch nicht ein. Nach Ansicht der Bundesprüfstelle für jugendgefährdende Medien erzeuge dies ein falsches Bild der Polizei, die in dieser Situation den Arzt trotz allem hätte schützen und somit den Mord verhindern müssen. Bei der Rückkehr der Klassiker-Neuauflage der Larry-Brent-CDs kam die Folge in einer stark gekürzten Version wieder auf den Markt, die am Ende der Geschichte durch einige Soundtracks ergänzt wurde.
Die Folgen Irrfahrt der Skelette und Atomgespenster wurden ebenfalls zur Indizierung vorgeschlagen.

## Hörbücher
Nach der Einstellung der Hörspielserie veröffentlichte EUROPA ab November 2007 Hörbücher nach den Heftromanen als Lesungen mit Rainer Schmitt, der bereits die Titelfigur der Hörspiele sprach. Jedes Hörbuch erstreckt sich über drei CDs, es wurden nun wieder die Original-Cover der Romane verwendet. Die Hörbücher folgen dabei der Veröffentlichungsreihenfolge der Heftreihe Larry Brent. Bereits als Hörspiele vertonte Romane wurden jedoch ausgelassen. Lediglich der Roman Die Angst erwacht im Todesschloss wurde trotz Hörspiels in die Hörbuchreihe aufgenommen, da ein Handlungsstrang, der die Aufnahme von Larry Brent in die PSA beschreibt, zuvor ausgespart wurde. Die Larry-Brent-Hörbücher wurden von der Produktionsfirma Lausch produziert.
Bis Anfang 2008 wurden folgende Hörbücher veröffentlicht:
- Das Grauen schleicht durch Bonnards Haus
- Die Angst erwacht im Todesschloss
- Nachts, wenn die Toten kommen
- Der Fluch der blutenden Augen

2012 bis 2018 wurden durch die Romantruhe weitere Hörbücher herausgebracht, die auf neuen Romanen basieren. Sprecher sind Rainer Schmitt, Rüdiger Schulzki, Henry König und Wolfgang Rüter. Jedes Hörbuch besteht aus 3 CDs.:
Seit Folge 7 besteht jedes Hörbuch nur noch aus 2 CDs.
Ab Folge 10 Inszenierung als Hörspiel, die Hauptfiguren Larry Brent & Ivan Kunaritschew haben ab Folge 9 neue Sprecher. Die alten Sprecher sind auf eigenen Wunsch ausgeschieden.
0. Das Kennedy-Rätsel
1. Marmortod
2. Gargoyle
3. Zombie-Insekten
4. Parasitentod
5. Mütter des Todes
6. Die Loge des Teufels
7. Das Horror-Baby
8. Angriff aus der Vergangenheit
9. Das Sanatorium
10. Das Pestmädchen
11. Dämonenbeißer
12. Die Insel
13. Megarosh

## Sonstiges
- In der Titelmusik der Larry-Brent-Hörspielreihe wurde der Beat aus dem Lied Codo von DÖF gesampelt.
- Die Folge Chopper – Geisterstimme aus dem Jenseits bezieht sich auf einen tatsächlichen Vorfall; siehe hierzu: Chopper (Gespenst).